# Selecció de futbol de Suècia
La Selecció de futbol de Suècia és l'equip representatiu del país en les competicions oficials. La seva organització està a càrrec de l'Associació Sueca de Futbol (en suec: Svenska Fotbollförbundet) (SvFF), pertanyent a la UEFA.
Suècia ha tingut algunes participacions destacades en la Copa del Món de Futbol, destacant-se en Suècia 1958 on van ser subcampions. A més, han aconseguit el tercer lloc en 2 ocasions: Brasil 1950 i Estats Units 1994.
La seva millor participació en l'Eurocopa va ser també en el torneig que van organitzar en 1992, on van arribar fins a semifinals.

## Estadístiques
- Participacions en Copes del Món = 10
- Primera Copa del Món = 1934
- Millor resultat en la Copa del Món = Subcampió (1958)
- Participacions en Eurocopes = 3
- Primera Eurocopa = 1992
- Millor resultat en l'Eurocopa = Semifinals (1992)
- Participacions olímpiques = 8
- Primers Jocs Olímpics = 1908
- Millor resultat olímpic =  Medalla d'or (1948)

- Primer partit

| Suècia | 11–3 | Noruega |
| ------ | ---- | ------- |
|        |      |         |

 Göteborg, (Suècia)        
- Major victòria

| Suècia | 12–0 | Letònia |
| ------ | ---- | ------- |
|        |      |         |

 Estocolm, (Suècia)        
- Major derrota

| Anglaterra Amateur | 12–1 | Suècia |
| ------------------ | ---- | ------ |
|                    |      |        |

 Londres, (Anglaterra)        

## Participacions en la Copa del Món
Campions      Finalistes      Tercers      Quarts
Un requadre vermell indica que eren amfitrions del campionat.
| Historial a la Copa del Món | Historial a la Copa del Món | Historial a la Copa del Món | Historial a la Copa del Món | Historial a la Copa del Món | Historial a la Copa del Món | Historial a la Copa del Món | Historial a la Copa del Món | Historial a la Copa del Món |
| Edició                      | Ronda                       | Posició                     | PJ                          | PG                          | PE                          | PP                          | GF                          | GC                          |
| --------------------------- | --------------------------- | --------------------------- | --------------------------- | --------------------------- | --------------------------- | --------------------------- | --------------------------- | --------------------------- |
| 1930                        | No hi participà             | No hi participà             | No hi participà             | No hi participà             | No hi participà             | No hi participà             | No hi participà             | No hi participà             |
| 1934                        | Quarts de final             | 8s                          | 2                           | 1                           | 0                           | 1                           | 4                           | 4                           |
| 1938                        | Quart lloc                  | 4s                          | 3                           | 1                           | 0                           | 2                           | 11                          | 9                           |
| 1950                        | Tercer lloc                 | 3s                          | 5                           | 2                           | 1                           | 2                           | 11                          | 15                          |
| 1954                        | No es classificà            | No es classificà            | No es classificà            | No es classificà            | No es classificà            | No es classificà            | No es classificà            | No es classificà            |
| 1958                        | Finalistes                  | 2s                          | 6                           | 4                           | 1                           | 1                           | 12                          | 7                           |
| 1962                        | No es classificà            | No es classificà            | No es classificà            | No es classificà            | No es classificà            | No es classificà            | No es classificà            | No es classificà            |
| 1966                        | No es classificà            | No es classificà            | No es classificà            | No es classificà            | No es classificà            | No es classificà            | No es classificà            | No es classificà            |
| 1970                        | Primera fase                | 9s                          | 3                           | 1                           | 1                           | 1                           | 2                           | 2                           |
| 1974                        | Quarts de final             | 5s                          | 6                           | 2                           | 2                           | 2                           | 7                           | 6                           |
| 1978                        | Primera fase                | 13s                         | 3                           | 0                           | 1                           | 2                           | 1                           | 3                           |
| 1982                        | No es classificà            | No es classificà            | No es classificà            | No es classificà            | No es classificà            | No es classificà            | No es classificà            | No es classificà            |
| 1986                        | No es classificà            | No es classificà            | No es classificà            | No es classificà            | No es classificà            | No es classificà            | No es classificà            | No es classificà            |
| 1990                        | Primera fase                | 21s                         | 3                           | 0                           | 0                           | 3                           | 3                           | 6                           |
| 1994                        | Tercer lloc                 | 3s                          | 7                           | 3                           | 3                           | 1                           | 15                          | 8                           |
| 1998                        | No es classificà            | No es classificà            | No es classificà            | No es classificà            | No es classificà            | No es classificà            | No es classificà            | No es classificà            |
| 2002                        | Vuitens de final            | 13s                         | 4                           | 1                           | 2                           | 1                           | 5                           | 5                           |
| 2006                        | Vuitens de final            | 14s                         | 4                           | 1                           | 2                           | 1                           | 3                           | 4                           |
| 2010                        | No es classificà            | No es classificà            | No es classificà            | No es classificà            | No es classificà            | No es classificà            | No es classificà            | No es classificà            |
| 2014                        | No es classificà            | No es classificà            | No es classificà            | No es classificà            | No es classificà            | No es classificà            | No es classificà            | No es classificà            |
| 2018                        | Quarts de final             | 7s                          | 5                           | 3                           | 0                           | 2                           | 6                           | 4                           |
| 2022                        | No s'hi classificà          | No s'hi classificà          | No s'hi classificà          | No s'hi classificà          | No s'hi classificà          | No s'hi classificà          | No s'hi classificà          | No s'hi classificà          |
| 2026                        | Pendent                     | Pendent                     | Pendent                     | Pendent                     | Pendent                     | Pendent                     | Pendent                     | Pendent                     |
| 2030                        | Pendent                     | Pendent                     | Pendent                     | Pendent                     | Pendent                     | Pendent                     | Pendent                     | Pendent                     |
| 2034                        | Pendent                     | Pendent                     | Pendent                     | Pendent                     | Pendent                     | Pendent                     | Pendent                     | Pendent                     |
| Total                       | Finalista                   | Finalista                   | 51                          | 19                          | 13                          | 19                          | 80                          | 73                          |

## Participacions en l'Eurocopa
- 1960 - No participà
- Des de 1964 a 1988 - No es classificà
- 1992 - Semifinals
- 1996 - No es classificà
- 2000 - Primera fase
- 2004 - Quarts de final - 6é lloc
- 2008 - Primera fase
- 2012 - Primera fase

## Jugadors
Els següents 23 jugadors han estat convocats per la Copa del Món de Futbol de 2018:
| Dorsal | Posició | Jugador              | Data de naixement/edat | Partits | Gols | Club                  |
| ------ | ------- | -------------------- | ---------------------- | ------- | ---- | --------------------- |
| 1      | POR     | Robin Olsen          | 8 de gener de 1990     | 20      | 0    | Copenhagen            |
| 12     | POR     | Karl-Johan Johnsson  | 28 de gener de 1990    | 5       | 0    | Guingamp              |
| 23     | POR     | Kristoffer Nordfeldt | 23 de juny de 1989     | 8       | 0    | Swansea City          |
| 2      | DEF     | Mikael Lustig        | 13 de desembre de 1986 | 68      | 6    | Celtic                |
| 3      | DEF     | Victor Lindelöf      | 17 de juliol de 1994   | 22      | 1    | Manchester United     |
| 4      | DEF     | Andreas Granqvist    | 16 d'abril de 1985     | 74      | 7    | Krasnodar (1r capità) |
| 5      | DEF     | Martin Olsson        | 17 de maig de 1988     | 43      | 5    | Swansea City          |
| 6      | DEF     | Ludwig Augustinsson  | 21 d'abril de 1994     | 17      | 0    | Werder Bremen         |
| 14     | DEF     | Filip Helander       | 22 d'abril de 1993     | 4       | 0    | Bologna               |
| 16     | DEF     | Emil Krafth          | 2 d'agost de 1994      | 13      | 0    | Bologna               |
| 18     | DEF     | Pontus Jansson       | 13 de febrer de 1991   | 16      | 0    | Leeds United          |
| 7      | MIG     | Sebastian Larsson    | 6 de juny de 1985      | 102     | 6    | Hull City (2n capità) |
| 8      | MIG     | Albin Ekdal          | 28 de juliol de 1989   | 36      | 0    | Hamburger SV          |
| 10     | MIG     | Emil Forsberg        | 23 d'octubre de 1991   | 38      | 6    | RB Leipzig            |
| 13     | MIG     | Gustav Svensson      | 7 de febrer de 1987    | 14      | 0    | Seattle Sounders      |
| 15     | MIG     | Oscar Hiljemark      | 28 de juny de 1992     | 23      | 2    | Genoa                 |
| 17     | MIG     | Viktor Claesson      | 2 de gener de 1992     | 24      | 3    | Krasnodar             |
| 19     | MIG     | Marcus Rohdén        | 11 de maig de 1991     | 12      | 1    | Crotone               |
| 21     | MIG     | Jimmy Durmaz         | 22 de març de 1989     | 46      | 3    | Toulouse              |
| 9      | DAV     | Marcus Berg          | 17 d'agost de 1986     | 59      | 18   | Al Ain                |
| 11     | DAV     | John Guidetti        | 15 d'abril de 1992     | 21      | 1    | Alavés                |
| 20     | DAV     | Ola Toivonen         | 3 de juliol de 1986    | 61      | 14   | Toulouse              |
| 22     | DAV     | Isaac Kiese Thelin   | 24 de juny de 1992     | 22      | 2    | Waasland-Beveren      |

## Jugadors històrics
- Gunnar Gren
- Glenn Hysén
- Zlatan Ibrahimovic
- Andreas Isaksson
- Henrik Larsson
- Nils Liedholm
- Fredrik Ljungberg
- Gunnar Nordahl
- Thomas Ravelli
- Christian Wilhelmsson
- Olof Mellberg

## Entrenadors

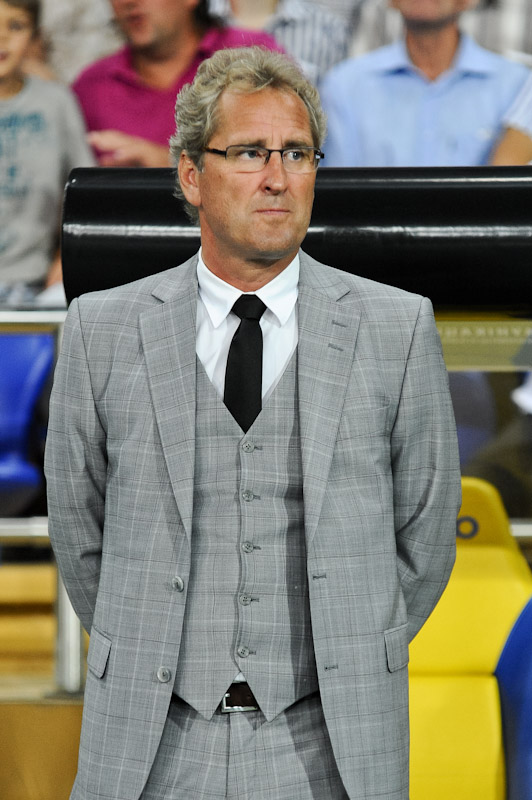
Erik Hamrén és, des de 2009, l'actual director tècnic de Suècia

| - 1908 Ludvig Kornerup - 1909–11 Wilhelm Friberg - 1912 John Ohlson - 1912–13 Ruben "Massa" Gelbord - 1914–15 Hugo Levin - 1916 Frey Svenson - 1917–20 Anton Johanson - 1921–36 John "Bill" Pettersson (no Jocs OLímpics 1924, ni Mundial 1934) - 1924–27 József Nagy - 1934 József Nagy - 1937 Carl "Ceve" Linde - 1938–42 Gustaf "Gurra" Carlson (no Mundial 1938) - 1938 József Nagy - 1942 Comitè de selecció - 1943–56 Rudolf "Putte" Kock (no Jocs Olímpics 1948, ni Mundial 1950) - 1946–54 George Raynor | - 1956–58 George Raynor - 1957–61 Eric Person (no Mundial 1958) - 1961 George Raynor (només amistosos) - 1962–65 Lennart Nyman - 1966–70 Orvar Bergmark - 1971–79 Georg 'Åby' Ericson - 1980–85 Lars 'Laban' Arnesson - 1986–90 Olle Nordin - 1990 Nils Andersson - 1991–97 Tommy Svensson - 1998–99 Tommy Söderberg - 2000–04 T. Söderberg & L. Lagerbäck - 2004–09 Lars Lagerbäck - 2009–16 Erik Hamrén - 2016–2023 Janne Anderson - 2024– Jon Dahl Tomasson |